# Drinkcultuur
Drinkcultuur staat voor de tradities en gebruiken verbonden met de consumptie van alcoholische dranken.
Aspecten van een drinkcultuur zijn de context van alcoholconsumptie (plaats, tijdstip, individueel of in gezelschap), het type dranken dat wordt genuttigd, de wijze waarop alcohol wordt genuttigd en de hoeveelheid alcohol. De term 'drinkcultuur' wordt vaak gebruikt met betrekking tot bepaalde gemeenschappen, zoals landen, leeftijdsgroepen of sociale klassen.
Antropologisch onderzoek heeft uitgewezen dat niet alleen de wijze waarop alcohol wordt geconsumeerd verschilt per cultuur, maar ook het beschonken gedrag dat uit de consumptie voortvloeit.

## Verschillende soorten drinkculturen
In de wetenschappelijke literatuur over alcoholconsumptie wordt een onderscheid gemaakt tussen landgebonden 'natte' en 'droge' drinkculturen. In natte drinkculturen, zoals Frankrijk en Portugal, is alcohol een onderdeel van het dagelijks leven. In droge drinkculturen is alcoholconsumptie minder geaccepteerd, en wordt alcoholconsumptie beperkt door wetten en sociale druk. Voorbeelden van droge drinkculturen zijn Zweden en Noorwegen. 
De tweedeling tussen natte en droge drinkculturen wordt bekritiseerd. De categorieën zouden te ongenuanceerd zijn en generaliseren.